# ミス☆クリマスク
ミス☆クリマスク（公式プロフィールでは生年月日不明）は、日本のお笑い芸人、グラビアアイドル。所属事務所はサムライム。

## 来歴・人物
- 佐賀県出身。身長157cm、B92（Iカップ）・W60・H88、A型。『ミス☆クリマスク』としての設定では、佐賀市内の諸富公園に幼い頃捨てられ、拾われて孤児院で育ち、『栗の穴』で巨乳レスラーとして養成された、となっていた。
- お笑い芸人として活動する傍ら、マスクをはずしてグラビアアイドルとしても活動をしていた。
- 2009年12月の『雷ライブ』（浅草東洋館）において、2009年内でお笑いから引退することを宣言。同時に、一緒に出演した“自分の娘”とする「クリマスクJr」（衣装はスクール水着）が後を継ぐということも発表した。

## 芸風
- 衣装は覆面レスラー、ドス・カラス等のマスクを被り、竹刀を片手にビキニ姿で出演する。
- ネタは、「がばい」「どこでもドア」などという単語を絶叫しながら脚を開き、次に単語を甘えた口調で言いながら後ろ手になって脚をM字に大きく開く。
- ネタのブリッジとして、「まだまだネタが幼稚だって？でもこっちは大人ね！」と言いながら両手の親指を胸や股間の辺りを指す。オチは「ネタがアダルトすぎる？でもこっちは子供ね！」とおつむを指差す。

## 出演

### テレビ
- イツザイ（テレビ東京） - 『インディーズ芸人オーディション』、2008年11月22日初出演。キャッチコピーは『桃色覆面娘。』
- エンタの神様（日本テレビ） - 2009年3月7日初出演。キャッチコピーは『半熟の覆面レスラー』
- エンタの神様もう一度みたい傑作ネタ＆新ネタ大大大連発!!SP（日本テレビ）特別枠に出演。
- アリケン （テレビ東京） - 2009年10月24日出演。

### WEB
- ネタミセ！～お笑い芸人showcase～ （GyaO）